# Povești nemuritoare

Coperta cărții Povești nemuritoare, vol. 1, ediția a II-a de la Editura Ion Creangă. Ilustrație de Crina Ionescu

Povești nemuritoare este o serie de volume de povești românești și străine care au fost publicate de-a lungul timpului de mai multe edituri - Editura Tineretului, Editura Ion Creangă (sub formă de carte tipărită), Editura Vox2000 (sub formă de carte tipărită și vorbită).,  Libertatea(2010). 
Volumul 60 a apărut în 2001, cu o copertă de Carmen Stănescu, redactor Maria Morogan. Ultimele 2 volume, 61 și 62 au apărut în 2002, în perioada desființării editurii Ion Creangă.

## Rezumat
| Nr. | Ed. Tineretului | Ed. Ion Creangă                            | Ed. Vox2000 | Copertă de                                       | Note                                         |
| --- | --------------- | ------------------------------------------ | ----------- | ------------------------------------------------ | -------------------------------------------- |
| 1   | 1966 (ed. I)    |                                            | 2013        | Crina Ionescu                                    | Redactor Maria Morogan                       |
| 2   | 1966 (ed. I)?   | 1970 (ed. II)                              | 2013        | Crina Ionescu                                    | Lector: Călin Dumitriu                       |
| 3   | 1967 (ed. I)?   | 1970 (ed. II); 1994 (ed. III)              | 2013        | Crina Ionescu                                    | Redactor: G. Zarafu; Maria Morogan (ed. III) |
| 4   | 1967 (ed. I)?   | 1970 (ed. II)                              | 2013        | Crina Ionescu                                    |                                              |
| 5   | 1967 (ed. I)    |                                            | 2013        | Crina Ionescu                                    |                                              |
| 6   | 1967 (ed. I)    | 1995 (ed. III)                             | 2013        | Crina Ionescu                                    |                                              |
| 7   | 1968 (ed. I)    | 1974(ed. II)                               | 2013        | Crina Ionescu                                    |                                              |
| 8   | 1968(ed. I)     | 1974 (ed. II)                              | 2013        | Crina Ionescu                                    |                                              |
| 9   | 1968 (ed. I)    | 1974 (ed. II) 1995 (ed. III)               | 2013        | Crina Ionescu                                    |                                              |
| 10  | 1969 (ed. I)    | 1974 (ed. II)                              | 2013        | Crina Ionescu                                    |                                              |
| 11  | 1969 (ed. I)    | 1975 (ed. II) 1995 serie nouă              | 2013        | Crina Ionescu                                    |                                              |
| 12  | 1969 (ed. I)    | 1975 (ed. II)                              | 2013        | Crina Ionescu                                    |                                              |
| 13  | Nu              | 1970 (ed. I) 1975 (ed. II)                 | 2013        | Crina Ionescu                                    |                                              |
| 14  | Nu              | 1970 (ed. I)? 1971 (ed. II) 1995 (ed. III) | 2013        | Crina Ionescu                                    |                                              |
| 15  | Nu              | 1972 (ed. I) 1995 (ed. II)                 | 2013        | Crina Ionescu                                    |                                              |
| 16  | Nu              | 1980 (ed. II)                              | 2013        | Crina Ionescu                                    |                                              |
| 17  | Nu              | 1975 (ed. I)                               | 2013        | Crina Ionescu                                    |                                              |
| 18  | Nu              | 1975                                       | 2014        | Crina Ionescu                                    |                                              |
| 19  | Nu              | 1976 (ed. I)                               | 2013        | Crina Ionescu                                    |                                              |
| 20  | Nu              | 1977 (ed. I) 1996 (ed. II)                 | 2015?       | Crina Ionescu                                    |                                              |
| 21  | Nu              | 1978 (ed. I) 1996 (ed. II)                 | 2015?       | Crina Ionescu Irina Bogdan (ed. II)              |                                              |
| 22  | Nu              | 1980 (ed. I) 1996 (ed. II)                 | 2015?       | Crina Ionescu Irina Bogdan (ed. II)              |                                              |
| 23  | Nu              | 1981 (ed I) 1996 (ed. II)                  | 2015        | Crina Ionescu Irina Bogdan                       |                                              |
| 24  | Nu              | 1982 (ed I) 1996 (ed. II)                  | 2015        | Crina Ionescu Ioana Bogdan                       |                                              |
| 25  | Nu              | 1983 (ed I) 1996 (ed. II)                  | 2015        | Crina Ionescu Irina Bogdan                       |                                              |
| 26  | Nu              | 198? (ed I) 1996 (ed. II)                  | 2015        | Crina Ionescu                                    |                                              |
| 27  | Nu              | 1986 (ed I) 1996 (ed. II)                  | 2015        | Crina Ionescu Crina Ionescu (ed. II)             |                                              |
| 28  | Nu              | 1988 (ed I) 1996 (ed. II)                  | 2015        | Crina Ionescu-Călinescu Carmen Stănescu (ed. II) |                                              |
| 29  | Nu              | 1990 (ed I) 1997 (ed. II)                  | 2015        | Crina Ionescu Carmen Stănescu (ed. II)           |                                              |
| 30  | Nu              | 1990 (ed I) 1997 (ed. II)                  | 2015        | Adrian Ionescu Carmen Stănescu (ed. II)          |                                              |
| 31  | Nu              | 1997                                       | 2015        | Carmen Stănescu Kutzelnig                        |                                              |
| 32  | Nu              | 1997                                       | 2015        | Crina Ionescu                                    |                                              |
| 33  | Nu              | 1997                                       |             | Crina Ionescu                                    |                                              |
| 34  | Nu              | 1997                                       |             | Crina Ionescu                                    |                                              |
| 35  | Nu              | 1997                                       |             | Carmen Stănescu Kutzelnig                        |                                              |
| 36  | Nu              | 1997                                       |             | Carmen Stănescu Kutzelnig                        |                                              |
| 37  | Nu              | 1997                                       |             | Carmen Stănescu                                  | Redactor Maria Morogan                       |
| 38  | Nu              | 1997                                       |             | Carmen Stănescu                                  |                                              |
| 39  | Nu              | 1997                                       |             |                                                  |                                              |
| 40  | Nu              | 1997                                       |             | Carmen Stănescu                                  | Redactor Maria Morogan                       |
| 41  | Nu              | 1997                                       |             | Carmen Stănescu Kutzelnig                        |                                              |
| 42  | Nu              | 1998                                       |             | Carmen Stănescu                                  |                                              |
| 43  | Nu              | 1998                                       |             | Carmen Stănescu                                  |                                              |
| 44  | Nu              | 1998                                       |             | Carmen Stănescu                                  |                                              |
| 45  | Nu              | 1999?                                      |             |                                                  |                                              |
| 46  | Nu              | 1999                                       |             | Carmen Stănescu                                  |                                              |
| 47  | Nu              | 1999                                       |             |                                                  |                                              |
| 48  | Nu              | 1999                                       |             | Carmen Stănescu                                  |                                              |
| 49  | Nu              | 1999                                       |             |                                                  |                                              |
| 50  | Nu              | 1999                                       |             | Carmen Stănescu                                  |                                              |
| 51  | Nu              | 1999                                       |             | Carmen Stănescu                                  |                                              |
| 52  | Nu              | 1999                                       |             | Carmen Stănescu                                  |                                              |
| 53  | Nu              | 2000                                       | Nu          | Carmen Stănescu                                  |                                              |
| 54  | Nu              | 2000                                       | Nu          | Carmen Stănescu                                  | Redactor Maria Morogan                       |
| 55  | Nu              | 2000                                       | Nu          | Carmen Stănescu                                  |                                              |
| 56  | Nu              |                                            | Nu          |                                                  |                                              |
| 57  | Nu              |                                            | Nu          |                                                  |                                              |
| 58  | Nu              |                                            | Nu          |                                                  |                                              |
| 59  | Nu              | 2001                                       | Nu          | Carmen Stănescu Kutzelnig                        |                                              |
| 60  | Nu              | 2001                                       | Nu          | Carmen Stănescu Kutzelnig                        | Redactor Maria Morogan                       |
| 61  | Nu              | 2002                                       | Nu          |                                                  |                                              |
| 62  | Nu              | 2002                                       | Nu          |                                                  |                                              |
| Nr. | Ed. Tineretului | Ed. Ion Creangă                            | Ed. Vox2000 | Copertă de                                       | Note                                         |

## Povești nemuritoare, vol. 1
Primul volum a apărut în 1966, la Editura Tineretului. Acesta a avut o copertă de Crina Ionescu și redactorul responsabil a fost Ioana Ricus. Conține numai basme românești:
- Ion Creangă, „Povestea lui Harap-Alb”
- Barbu Delavrancea, „Neghiniță”
- Mihai Eminescu, „Făt-Frumos din lacrimă”
- Nicolae Filimon, „Roman năzdrăvan”
- Nicolae Filimon, „Omul de piatră”
- I. C. Fundescu, „Făt-Frumos cu părul de aur”
- Petre Ispirescu, „Tinerețe fără bătrânețe și viață fără de moarte”
- Petre Ispirescu, „Prâslea cel voinic și merele de aur”
- A. I. Odobescu, „Jupân Rănică Vulpoiul”
- A. I. Odobescu, „Feciorul de împărat cel cu noroc la vânat”
- Ion Slavici, „Doi feți cu stea în frunte”

Trei povești (”Tinerețe fără bătrânețe și viață fără de moarte”, „Omul de piatră” și ” Doi feți cu stea în frunte”) au fost publicate în 2013 de Editura VOX 2000 ca o carte vorbită. Coperta CD-ului este bazată pe cea a volumului din 1966 de la Editura Tineretului, iar textele au fost lecturate de actorul Claudiu Istodor.

## Povești nemuritoare, vol. 2
Prima ediție a apărut în 1966. Al doilea volum conține numai povești străine:
- Frații Grimm - ”Cenușăreasa”, traducere de Dan Faur
- Frații Grimm - ”Albă ca zăpada”, traducere de Dan Faur
- Oscar Wilde - ”Prietenul credincios”, traducere de Ticu Archip[23]
- Wilhelm Hauff - ”Muc cel mic”, traducere de Irina Vlad
- Charles Perrault - ”Motanul încălțat”, traducere de Sarina Cassvan
- Hans Christian Andersen - ”Degețica”, traducere de Al. Philippide
- Frații Grimm - ”Croitorașul cel viteaz”, traducere de Dan Faur
- Pavel Bajov (Павел Петрович Бажов) -  ”Floarea de piatră”, traducere de Xenia Stroe
- Hans Christian Andersen - ”Hainele cele noi ale împăratului”, traducere de Al. Philippide

## Povești nemuritoare, vol. 3
A apărut în  .  Ediția a II-a, 1970. Conține poveștile:
- Mihai Eminescu - ”Călin Nebunul”
- G. Cătană - „Povestea lui Pantilie”
- Ion Pop-Reteganul - ”Măr și Păr”
- Ion Pop-Reteganul - ”Stan Bolovan”
- I. C. Fundescu - „Spaima zmeilor”
- Ion Pop-Reteganul - ”Zâna apelor”
- Ion Pop-Reteganul - „Toarceți, fete, c-a murit Baba Cloanța”
- Miron Pompiliu - ”Ileana-Cosânzeana, din cosiță floarea-i cântă, nouă-mpărați ascultă”
- „Cerbul și iepurele șchiop” (poveste populară)
- „Ursul și omul” (poveste populară)
- „Țapul și șarpele” (poveste populară)
- Ion Ruse - ”Iță-Perpiliță și frumoasa pământului” (după un motiv folcloric aromân)
- „Balaurul cu șapte capete”  (poveste populară meglenoromână)

Poveștile scrise cu caractere italice nu apar în varianta originală, ci doar în reeditarea de la Editura Vox 2000 din 2012. Ultimele trei povești nu apar în reeditarea de la Editura Vox 2000

## Povești nemuritoare, vol. 4
Prima ediție a apărut în 1967. 
Conține poveștile:
- „Ca sarea-n bucate” de Italo Calvino, traducere de Alexandra Țimpău
- „Copilul din sac” de Italo Calvino, traducere de Alexandra Țimpău
- „Rosina, fata din cuptor” de Italo Calvino, traducere de Alexandra Țimpău
- „Inelul făcător de minuni” (basm popular sârbo-croat), traducere de M. Sevastos și D. Gămulescu
- „Mărul de aur și cele nouă păunițe” (basm popular sârbo-croat), traducere de M. Sevastos și D. Gămulescu
- „Fata pescarului” (basm popular birman), traducere de Vladimir Colin și R. Maier
- „Cei patru surzi” (basm popular birman), traducere de Vl. Colin și R. Maier
- „Oala scufundată” (basm popular indian), traducere de Vl. Colin și R. Maier
- „Ceașca fermecată” (basm popular indian), traducere de Vl. Colin și R. Maier
- „Gând-bun și Gând-rău” (basm popular indian), traducere de Vl. Colin și R. Maier
- „Kendzo biruitorul”  (basm popular japonez), traducere de Vl. Colin și R. Maier
- „Degețel” (poveste finlandeză), traducere de V. Huber
- „Povestea lui Cucurigu” (poveste spaniolă), traducere de V. Huber
- „Anana” (basm popular gruzin), traducere de Victor Kernbach
- „Căciula fermecată” (basm popular gruzin), traducere de V. Kernbach
- „Călugărul și școlarul” (basm popular chinez), traducere de Vl. Colin și R. Maier
- „Înșelătorul pedepsit” (basm popular chinez), traducere de Vl. Colin și R. Maier
- „Răspunsul potrivit”  (basm popular chinez), traducere de Vl. Colin și R. Maier
- „Iepurele biruitor”  (basm popular chinez), traducere de Vl. Colin și R. Maier
- „Daud și Sapilah” (basm popular indonezian), traducere de Vl. Colin și R. Maier
- „De ce-i place tigrului carnea de maimuță” (basm popular indonezian), traducere de Vl. Colin și R. Maier
- „Un neîndemânatic” (poveste populară indiană), traducere de Constantin T. Bobeș
- „Țăranul și sarea” (poveste populară indiană), traducere de Constantin T. Bobeș
- „Corbii și bufnițele” (poveste populară indiană), traducere de Constantin T. Bobeș
- „Marele zid Chinezesc” (poveste populară chineză), repovestire de Li Iu-Giu (aceasta nu mai apare în reeditarea de la editura Vox 2000 din 2012)

## Povești nemuritoare, vol. 5
Prima ediție a apărut în 1967. Reeditare la editura Vox 2000. Coperta: Crina Ionescu Călinescu. Realizare grafică reeditare Cristina Zlatan.
Cuprins:
- Petre Ispirescu - ”Aleodor împărat”
- Petre Ispirescu - ”Pasărea Măiastră”
- Petre Ispirescu - ”Greuceanu”
- „Făt-Frumos din zahăr” (poveste greacă), traducere de Vasile Grecu
- „Motanii năzdrăvani” (poveste greacă), traducere de Vasile Grecu
- „Făt-Frumos cel adormit” (poveste greacă), traducere de Vasile Grecu
- „Zmeul” (poveste greacă), traducere de Vasile Grecu
- „Tichia fermecată” (poveste greacă), traducere de Vasile Grecu
- „Fapta corbului” (poveste a pieilor-roșii), repovestire de Mihai Rădulescu
- „Manabozho cel isteț” (poveste a pieilor-roșii), repovestire de Mihai Rădulescu
- „Cheag-de-Sânge” (poveste a pieilor-roșii), repovestire de Mihai Rădulescu
- „Căciula, punga și trâmbița” (poveste aromână), traducere de Iulia Murnu
- „Birbicușa” (poveste aromână), traducere de Iulia Murnu
- „Lacul din Gramoste” (poveste aromână), traducere de Iulia Murnu
- „Căprina” (poveste aromână), traducere de Iulia Murnu
- „Dafina”  (poveste aromână), traducere de Iulia Murnu
- „Somnul, Șobolanul și Gândacul”  (poveste aromână), traducere de Iulia Murnu
- „Sase frați” (poveste chineză), traducere de Li lu-giu și Olga  Stratulat
- „Tabloul cel din mătase țesut” (poveste chineză), traducere de Li lu-giu și Olga  Stratulat
- „Cele doua curcubeie” (poveste chineză), traducere de Li lu-giu și Olga  Stratulat
- „Fântâna de la capătul lumii” (poveste engleză), traducere de Mihai Rădulescu
- „Molly Whipple” (poveste engleză),[24] traducere de Mihai Rădulescu
- „Johnny Gloke” (poveste engleză), traducere de Mihai Rădulescu
- „Dick Whittington și pisica lui” (poveste engleză), traducere de Mihai Rădulescu
- „Melodia pasării Fenix” (poveste chineză), traducere de Iulia Murnu
- „Balaurul cu opt capete” (poveste japoneză), traducere de Ioan Timuș
- „Unchiașul făcător de minuni” (poveste japoneză), traducere de Ioan Timuș
- „Pățania iepurelui alb” (poveste japoneză) , traducere de Ioan Timuș
- „Povestea celor doi frați” (poveste japoneză) , traducere de Ioan Timuș
- „Izvorul tinereții” (poveste japoneză), traducere de Ioan Timuș

## Povești nemuritoare, vol. 6
Ediția I 1967, editura Tineretului.
Cuprins
- Nicolae Filimon - ”Omul de flori cu barbă de mătasă sau povestea lui Făt-Frumos”
- „Tei legănat” (poveste populara românească)
- „Cotocilă Împărat, ban mârtan”  (poveste populara românească)
- „Împărătița pisică”  (poveste populara românească)
- „Enea, scroafa albă și cei treizeci de purceluși”  (poveste italiană), traducere de George Lăzărescu
- „Romolo și Remo”  (poveste italiană), traducere de George Lăzărescu
- „Berta și Nerone”  (poveste italiană), traducere de George Lăzărescu
- „Prințul îngâmfat”  (poveste italiană), traducere de George Lăzărescu
- „Barca fermecată, care merge pe mare și pe uscat”  (poveste italiană), traducere de George Lăzărescu
- „Zâna Morgana”  (poveste italiană), traducere de George Lăzărescu
- „Betta”  (poveste italiană), traducere de George Lăzărescu
- „Frumoasa cu steaua de aur” (poveste italiană), traducere de George Lăzărescu
- „Cola-Pește” (poveste italiană), traducere de George Lăzărescu
- „Pățaniile lui Giufa” (poveste italiană), traducere de George Lăzărescu
- „Frumoasa din palatul fermecat”  (poveste italiană), traducere de George Lăzărescu
- „Hiawatha”  (poveste a pieilor-roșii), repovestire de Mihai Rădulescu
- „Insula morților” (poveste a pieilor-roșii), repovestire de Mihai Rădulescu
- „Steaua căzătoare” (poveste a pieilor-roșii), repovestire de Mihai Rădulescu
- „Cum a fost Coli prins de un crap” (poveste elvețiană), traducere de Mihai Rădulescu și Veronica Levițchi
- „Sahm și Zal”  (poveste persană), traducere de Mihai Rădulescu și Veronica Levițchi
- „Ultimul rege-maimuță” (poveste africană), traducere de Mihai Rădulescu și Veronica Levițchi
- „Balaurul lacului” (poveste austriacă), traducere de Mihai Rădulescu și Veronica Levițchi
- „Zmeul cel cu mare faimă” (poveste greacă), traducere de Vasile Grecu
- „Cosânzeana” (poveste greacă), traducere de Vasile Grecu
- „Fântâna celor trei capete”  (poveste engleză), traducere de Mihai Rădulescu
- „Picurărușul” (poveste aromână), repovestire de Matilda Caragiu-Marioțeanu
- „Legenda cârtiței” (poveste aromână), repovestire de Matilda Caragiu-Marioțeanu
- „Povestea celor trei mincinoși” (poveste aromană), repovestire de Matilda Caragiu-Marioțeanu
- „Fata moșului cea înțeleaptă” (poveste aromană), repovestire de Matilda Caragiu-Marioțeanu
- „O poveste cu un morar spân” (poveste meglenoromână), repovestire de Matilda Caragiu-Marioțeanu
- „Povestea lui Nita Lăudărosul”  (poveste meglenoromână), repovestire de Matilda Caragiu-Marioțeanu
- „Daurita”  (poveste istroromână), repovestire de Matilda Caragiu-Marioțeanu
- „Moșneagul și ciobotarul” (poveste istroromână), repovestire de Matilda Caragiu-Marioțeanu

## Povești nemuritoare, vol. 7
A apărut în 1968. Ediția a II-a: 1974. 
Conține poveștile:
- „Câmpan Verde și Frumos” (poveste populară românească)
- „Petru Cenușă” (poveste populară românească)
- „Un ochi râde, unul plânge” (poveste populară românească)
- „Voinic de Plumb” (poveste populară românească)
- „Pe aripile Vulturului” (poveste babiloniană)
- „Uriașul de piatră ” (poveste hittită)
- „Ochii Adevărului” (poveste egipteană antică)
- „Insula șarpelui proroc” (poveste din vremea vechilor faraoni)
- „Ursita fiului de faraon” (poveste veche egipteană)
- „Frații învrăjbiți” (poveste egipteană străveche)
- „Învățatul Satmi și fiul său, Senosiris” (poveste egipteana din vremea ultimilor faraoni)
- „Înțeleptul Solomon și vicleanul Asmodeu” (poveste populară israelită)
- „Omul cu toiag de abanos” (poveste din India veche)
- „Crăiasa albinelor albe” (poveste indoneziană din Borneo)
- „În căutarea soarelui” (poveste chineză)
- „Penelul fermecat” (poveste chineză)
- „Povestea grăuntelui de orz” (poveste tibetană)
- „Pescarul și fiica regelui marii” (veche poveste japoneză)
- „Demonul cascadei Niagara” (veche poveste irocheză din America de Nord)
- „Floarea podișurilor pustii” (poveste aztecă)
- „Vrăjitorul fără oase” (veche legendă peruviană)

## Povești nemuritoare, vol. 8
Prima ediție a apărut în 1968. Ediția a III-a editura Vox 2000. Coperta Crina Ionescu Călinescu, realizare grafică ediția a III-a Valeriu Stoica. 
Cuprins:
- „Povestea lui Abrud” (poveste populară românească)
- „Din purcar, călugăr” (poveste populară românească)
- „Inelul făcător de minuni” (basm sârbo-croat), traducere de M. Sevastos și D. Gămulescu
- „Omul de fier” (basm sârbo-croat),  traducere de M. Sevastos și D. Gămulescu
- „Balaurul și feciorul de împărat”  (basm sârbo-croat),  traducere de M. Sevastos și D. Gămulescu
- „Fântâna de aur” (basm sârbo-croat),  traducere de M. Sevastos și D. Gămulescu
- „Povestea tăietorului de lemne” (poveste populară turcească), traducere de Viorica Dinescu
- „Mireasa cea bătrână” (poveste populară turcească), traducere de Viorica Dinescu
- „Țăranul și Sultanul  Mahmut” (poveste populară turcească), traducere de Viorica Dinescu
- „Keloglan și fata de padișah” (poveste populară turcească), traducere de Viorica Dinescu
- „Mărul care râde și mărul care plânge” (poveste populară turcească), traducere de Viorica Dinescu
- „Povestea babei și a cocoșului” (poveste populară turcească), traducere de Viorica Dinescu
- „Povestea lui Atoglu și a lui Gulhanim” (poveste populară turcească), traducere de Viorica Dinescu
- „Zâna din portocală” (poveste populară turcească), traducere de Viorica Dinescu
- „O călătorie ciudată” (poveste populară chineză), traducere de Li-Iu Giu și Olga Stratulat
- „Zoreaua nestemată”  (poveste populară chineză) - ediția a II-a
- „Maimuțele și lăcustele” (poveste populară chineză), traducere de Li-Iu Giu și Olga Stratulat
- „Cum s-a tras cu arcul în lună” (poveste populară chineză), traducere de Li-Iu Giu și Olga Stratulat
- „Bâta răzbunării” (poveste populară chineză), traducere de Li-Iu Giu și Olga Stratulat
- „Cocorii” (poveste populară chineză), traducere de Li-Iu Giu și Olga Stratulat
- „Povestea casei” (poveste populară chineză), traducere de Li-Iu Giu și Olga Stratulat
- „Unchiașul cu toba de aramă” (poveste populară chineză), traducere de Li-Iu Giu și Olga Stratulat
- „Iepurele judecător” (poveste populară chineză), traducere de Li-Iu Giu și Olga Stratulat
- „Răzbunarea iepurelui” (poveste populară chineză), traducere de Li-Iu Giu și Olga Stratulat
- „Tigrul care caută un maestru” (poveste populară chineză), traducere de Li-Iu Giu și Olga Stratulat
- „Trei frați” (poveste populară chineză), traducere de Li-Iu Giu și Olga Stratulat
- „Praful de aur” (poveste populară chineză), traducere de Li-Iu Giu și Olga Stratulat
- „Pasărea fericirii” (poveste populară chineză), traducere de Li-Iu Giu și Olga Stratulat
- „Corabia prețioasă” (poveste populară chineză), traducere de Li-Iu Giu și Olga Stratulat
- „Poveste despre mațe, picioare și mîini”, de Gáspár Heltai, traducere din limba maghiară
- „Iepurele și căpățâna de varză roșie”, de Gáspár Heltai
- „Lupul și plugarii”, de Gáspár Heltai
- „Tălharul și copilul”, de Gáspár Heltai
- „Vulturul și corbul”, de Gáspár Heltai
- „Racii”, de Gáspár Heltai
- „Bradul și trestia”, de Gáspár Heltai
- „Don Giovanni Misiranti” (poveste din Sicilia), traducere din limba italiană de George Lăzărescu
- „Omul să-și țină vorba și boul coarnele” (poveste din Sicilia), traducere de George Lăzărescu

## Povești nemuritoare, vol. 9
Ediția I: 1968 editura Tineretului. Există și variantă cartonată, nu doar broșată. Ediția a III-a: 2012 editura Vox 2000.
Coperta Crina Ionescu Călinescu. Grafica ediția a III-a: Valeriu Stoica
Cuprins:
- „Iorgovan, prunc sărac, ajunge împărat” (poveste populară din Banat culeasă de P. Uglișiu-Delapecica)
- „Cenușotca-Potca” (poveste populară din Banat culeasă de P. Uglișiu-Delapecica)
- „Păcală-judecător” (de Marin Gheorghe Fudulu)
- „Feciorul cel viteaz și lebăda” (basm popular săsesc), traducere de Alexandru Mitru
- „Calul năzdrăvan” (basm popular săsesc), traducere de Alexandru Mitru
- „Regele penelor” (basm popular săsesc), traducere de Alexandru Mitru
- „Copacul fermecat ” (basm popular săsesc), traducere de Alexandru Mitru
- „Fiul nerecunoscător” (poveste albaneză), traducere de Victor Eftimiu
- „Cocoșul și găina” (poveste albaneză), traducere de Victor Eftimiu
- „Mireasa Soarelui” (poveste albaneză), traducere de Victor Eftimiu
- „Diavolii păcăliți” (poveste albaneză), traducere de Victor Eftimiu
- „Frumoasa pământului” (poveste albaneză), traducere de Victor Eftimiu
- „Leul dătător de aur” (poveste albaneză), traducere de Victor Eftimiu
- „Balta fermecată” (basm popular grecesc ), traducere de Vasile Grecu
- „Soldatul roman” (poveste din Lazio), traducere din italiană de George Lăzărescu
- „Ciucuraș, te-nvârte acuș!” (poveste din Lazio), traducere de George Lăzărescu
- „Cele două verișoare și cei șase pustnici” (poveste din Sicilia), traducere de George Lăzărescu
- „Un ghiveci mic cu busuioc” (poveste din Lazio), traducere de George Lăzărescu
- „Diavolul păcălit” (poveste din Toscana), traducere de George Lăzărescu
- „Cizmele marchizului de Grillo” (poveste din Toscana), traducere de George Lăzărescu
- „Orbul” (poveste din Toscana), traducere de George Lăzărescu
- „Regele unui popor de maimuțe” (poveste din Toscana), traducere de George Lăzărescu
- „Boaba de năut” (poveste din Toscana), traducere de George Lăzărescu
- Fragmente din ”Decameronul” lui Giovanni Boccaccio (în românește de Eta Boeriu)

## Povești nemuritoare, vol. 10
A apărut în 1969. Conține poveștile:
- „Adevăratul prieten” (basm birman), traducere de C. Babin
- „Piticul cel urât” (basm birman), traducere de C. Babin
- „Fata din golful Covarstva” (basm din America de Nord), traducere de C. Babin
- „O monedă câștigată cinstit” (basm norvegian), traducere de C. Babin
- „Băiatul și vântul” (basm norvegian), traducere de C. Babin
- „Șeihul și hoțul” (basm din Afganistan), traducere de C. Babin
- „Pâinea și aurul” (basm arab), traducere de C. Babin
- „Cum iepurele a învins balena și elefantul” (basm arab), traducere de C. Babin
- „Beduinul cel înțelept” (basm arab), traducere de C. Babin
- „Lăudărosul” (basm etiopian), traducere de C. Babin
- „Tisna Vati” (basm indonezian), traducere de C. Babin
- „Bravidjaia Tiung Vanara” (basm indonezian), traducere de C. Babin
- „Pățania unui boier care a mâncat fîn” (basm leton), traducere de C. Babin
- „Dinți de crocodil” (basm din Madagascar), traducere de C. Babin
- „Prețuirea bătrânilor” (basm mongol), traducere de C. Babin
- „Cea mai mare bogăție” (basm mongol), traducere de C. Babin
- „Invalizii” (basm polonez de Waclaw Sieroszewski), traducere de Ion Tiba
- „Prietenul fățarnic” (basm din America de Sud), repovestire de Tiberiu Ban
- „Sărbătoarea animalelor” (basm Tembe), repovestire de Tiberiu Ban
- „De ce-i supărat jaguarul cel negru” (basm al indienilor Varrau), repovestire de Tiberiu Ban
- „Pasărea nefericită” (basm al indienilor Ciriguana), repovestire de Tiberiu Ban
- „Allepantepo” (basm caraib), repovestire de Tiberiu Ban
- „De ce plâng copiii?” (basm caraib),repovestire de Tiberiu Ban
- „Broasca țestoasă și uriașul” (basm al indienilor Tupi), repovestire de Tiberiu Ban
- „În căutarea nopții” (basm al indienilor Tembe), repovestire de Tiberiu Ban
- „De ce a devenit mierea rară?” (basm arnac), repovestire de Tiberiu Ban
- „Cum s-a născut fluierul” (basm al indienilor Johuna), repovestire de Tiberiu Ban
- „Jaguarul și ploaia” (basm din America de Sud), repovestire de Tiberiu Ban
- „Cui i se cuvine răsplata ?” (basm calmuc), traducere de V. Velicu și Nina Erceanu
- „Copil de han, sămânță de oameni răi” (basm calmuc), traducere de V. Velicu și Nina Erceanu
- „Inimă de frate” (basm calmuc), traducere de V. Velicu și Nina Erceanu
- „Tovărășie anapoda” (basm calmuc), traducere de V. Velicu și Nina Erceanu

## Povești nemuritoare, vol. 11
A apărut în 1969. Ediția a II-a 1975. Conține poveștile:
- „Petrișor, feciorul lui Sfarmă-Piatră” (poveste populară din Banat), culeasă de P. Uglișiu-Delapecica
- „Doi voinici gemeni ajung împărați” (poveste populară din Banat), culeasă de P. Uglișiu-Delapecica
- „Împăratul orb și feciorii lui” (poveste populară din Banat), culeasă de P. Uglișiu-Delapecica
- „Un băiat sărac și fata de împărat” (poveste populară din Banat), culeasă de P. Uglișiu-Delapecica
- „Fata de împărat – ciobăniță la mioare” (poveste populară din Banat), culeasă de P. Uglișiu-Delapecica
- Povestiri din Decameronul” de Giovanni Boccaccio, traducere de Eta Boeriu
- „Floarea de lirolay” (poveste din Santa Fe – Argentina), traducere de Eugen B. Marian
- „Cei douăzeci și cinci de netoți” (poveste din Ceylon), traducere de Eugen B. Marian
- „Cum au ajuns pe cer soarele și luna” (poveste din Ceylon), traducere de Eugen B. Marian
- „Vânătorul Olaf și ielele” (poveste norvegiană), traducere de Eugen B. Marian
- „Legenda vinului” (poveste din Iran), traducere de Eugen B. Marian
- „Kwangip biruitorul”  (poveste din Țara de Foc), traducere de Eugen B. Marian
- „Take-trai”  (basm popular japonez), traducere de Teodor Holban
- „Cei patru fericiți”  (basm popular tibetan), traducere de Teodor Holban
- „Muzicanții”  (basm popular sârb), traducere de Teodor Holban
- „Piulița fermecată”  (basm popular japonez), traducere de Teodor Holban
- „Leul nerecunoscător”  (basm popular tibetan), traducere de Teodor Holban
- „Cum s-a descoperit hoțul”  (basm popular bulgar), traducere de Teodor Holban
- „Copacul care vorbește”  (basm popular vietnamez), traducere de Teodor Holban

## Povești nemuritoare, vol. 12
A apărut în 1969. Este ultimul volum cu Povești nemuritoare publicat de Editura Tineretului. Începând cu 1970 editura se divide în editurile Ion Creangă și Albatros.Ediția a II-a 1975, editura Ion Creangă, copertă schimbată(aceeași copertă cu volumul 13).  Ediția a III-a: editura Vox 2000, 2013. Coperta: Crina Ionescu Călinescu. Realizare grafică ediția a III-a: Valeriu Stoica.
Cuprins:
- „Povestea poveștilor” (poveste letonă), traducere de Nic. Iliescu
- „Du-te nu știu unde și adu nu știu ce” (poveste letonă), traducere dee Nic. Iliescu
- „Râșnița fermecată” (poveste letonă), traducere de Nic. Iliescu
- „Pasărea măiastră” (poveste letonă), traducere de Nic. Iliescu
- „Cei doi frați și pasărea de aur” (poveste letonă), traducere de Nic. Iliescu
- „Oglinda fermecată” (poveste letonă), traducere de Nic. Iliescu
- „Darurile nașilor” (poveste letonă), traducere de Nic. Iliescu
- „Și comoara e bună la ceva” (basm românesc), povestit de V. Velicu
- „Făt-Frumos Ursu” (basm românesc), povestit de V. Velicu
- „Mâneca cea galbenă” (poveste spaniolă), traducere de Alexandrina Carapetru
- „Veinte și regele” (poveste spaniolă), traducere de Alexandrina Carapetru
- „Pasărea și inelul” (poveste spaniolă), traducere de Alexandrina Carapetru

## Povești nemuritoare, vol. 13
A apărut în 1970. Este primul volum cu Povești nemuritoare publicat prima dată de Editura Ion Creangă care s-a înființat în această perioadă. Conține poveștile:
- „Alb Împărat și nepoții lui cu părul de aur” (poveste din Banat), culeasă de P. Uglișiu-Delapecica
- „Vulpea și vulturoaica” (poveste din Banat), culeasă de P. Uglișiu-Delapecica
- „Feciorul Împăratului-Roșu și Împărateasa fără de moarte ” (poveste din Banat), culeasă de P. Uglișiu-Delapecica
- „Sandu–cătana împăratului ” (poveste din Banat), culeasă de P. Uglișiu-Delapecica
- „Copila regelui din cetatea de flăcări ” (poveste săsească), traducere de Alexandru Mitru
- „Fata trandafirilor” (poveste săsească), traducere de Alexandru Mitru
- „Regina de aur” (poveste săsească), traducere de Alexandru Mitru
- „Cei trei frați și uriașul” (poveste săsească), traducere de Alexandru Mitru
- „Cârnățarii la iad” (poveste săsească), traducere de Alexandru Mitru
- „Povestea celor cinci degete” (poveste săsească), traducere de Alexandru Mitru
- „Șemșiban” (poveste tătară), traducere de Nedret Mamut
- „Jurământul lupului” (poveste tătară), traducere de Nedret Mamut
- „Viteazul Kamîr” (poveste tătară), traducere de Nedret Mamut
- „Voinicul Geantemir” (poveste tătară), traducere de Nedret Mamut
- „Hanul și șarpele” (poveste tătară), traducere de Nedret Mamut
- „Stufărișul” (poveste tătară), traducere de Nedret Mamut
- „Omul cel nătâng” (poveste tătară), traducere de Nedret Mamut
- „Vânătorul Mehmet” (poveste tătară), traducere de Nedret Mamut
- „Două răspunsuri la o întrebare” (poveste chineză), traducere de Victor Vișinescu
- „Tânărul împărat și fata înțeleaptă” (poveste chineză), traducere de Victor Vișinescu
- „Cântecul de dragoste” (poveste chineză), traducere de Victor Vișinescu
- „Avandi Istețul” (poveste chineză), traducere de Victor Vișinescu
- „Voi muri cu numai două zile înainte de moartea dumneavoastră” (poveste chineză), traducere de Victor Vișinescu
- „Lupul care nu mănâncă oi” (poveste chineză), traducere de Victor Vișinescu
- „Cine are burta spartă” (poveste chineză), traducere de Victor Vișinescu
- „Nu știe să frigă carnea” (poveste chineză), traducere de Victor Vișinescu
- „Domnul Dung-Co și lupul” (poveste chineză), traducere de Victor Vișinescu
- „Doi frați și aurul” (poveste chineză), traducere de Victor Vișinescu
- „Povestea vânătorului” (poveste chineză), traducere de Victor Vișinescu
- „Boierul cu nasul lung” (poveste chineză), traducere de Victor Vișinescu
- „Călugărul” (poveste etiopiană), traducere de T. Holban
- „Întrecerea mincinoșilor” (poveste africană), traducere de T. Holban
- „Pescarul” (poveste polonă), traducere de T. Holban
- „De ce mestecenii sunt albi?” (poveste scandinavă), traducere de T. Holban
- „Regele nerecunoscător și animalele recunoscătoare” (poveste indiană), traducere de T. Holban
- „Mica antilopă” (poveste africană), traducere de T. Holban
- „Păstorul și bufnița” (poveste africană), traducere de T. Holban
- „Maimuța și broasca țestoasă” (poveste indiană), traducere de T. Holban

## Povești nemuritoare, vol. 14
Ediția I 1971 editura Ion Creangă
Cuprins:
- „Povestea lui Mărgean” de C. Pajură
- „Legenda florii-soarelui” de C. Pajură
- „Iorgovan, prunc sărac, ajunge împărat” (poveste populară din Banat) culeasă de Petre Uglișiu-Delapecica
- „Murăruș și zâna zorilor” de N. Hodoroabă
- „Fata fără de noroc a împăratului” de N. Hodoroabă
- „Vrăjitorul Merlin” (poveste franceză), traducere de Gh. Calciu
  - „Nașterea lui Merlin”
  - „Merlin preface trei femei în coțofane”
  - „La împăratul Romei”
  - „Merlin și săracul”
  - „Merlin și Gonnebert”
- „Podul din Londra” (poveste bretană), traducere de Gh. Calciu
- „Căpitanul și logodnica lui” (poveste normandă), traducere de Gh. Calciu
- „Cei patru frați” (poveste normandă), traducere de Gh. Calciu
- „Povestea celor trei călugări isteți” (poveste normandă), traducere de Gh. Calciu
- „Ulcica de sare” (poveste normandă), traducere de Gh. Calciu
- „Povestea lacomului și a prietenului său” (poveste normandă), traducere de Gh. Calciu
- „Luptătorul Balin” (poveste a populației mongu din China), repovestită de Li Iu-Giu și Olga Stratulat
- „Păstorul A Ni-gi” (poveste a populației mongu din China), repovestită de Li Iu-Giu și Olga Stratulat
- „Nandi” (poveste a populației mongu din China), repovestită de Li Iu-Giu și Olga Stratulat
- „Ghitara” (poveste a populației mongu din China), repovestită de Li Iu-Giu și Olga Stratulat
- „Vînătorul Hai Li-pu” (poveste a populației mongu din China), repovestită de Li Iu-Giu și Olga Stratulat
- „Crăiasa Kira” (basm țigănesc), de Ruja Alexandru-Gribouchy
- „Manțica” (basm țigănesc), de Ruja Alexandru-Gribouchy
- „Focul de pe munte” (poveste populară etiopiană), traducere din arabă de Ilie Bădicuț
- „Cum a fost izgonit Abunawas” (poveste populară etiopiană), traducere din arabă de Ilie Bădicuț
- „Doi împricinați surzi și o oaie șchioapă” (poveste populară etiopiană), traducere din arabă de Ilie Bădicuț
- „Puiul de cioară cel isteț” (poveste populară etiopiană), traducere din arabă de Ilie Bădicuț
- „Hiena și măgărița” (poveste populară etiopiană), traducere din arabă de Ilie Bădicuț
- „Sfoara de fum” (basm popular suedez), traducere de Tudor Holban

## Povești nemuritoare, vol. 15
Prima ediție a apărut în 1972. Reeditare la editura Vox 2000 în 2013. Coperta: Crina Ionescu Călinescu, Realizare grafică coperta reeditare de Valeriu Stoica. 
Cuprins:
- „Pipăruș-Voinicul” (poveste populară românească), repovestire de Ligia Bîrgu-Georgescu
- „Povestea cu feciorul de împărat și camera cu visuri” (poveste populară românească), repovestire de Ligia Bîrgu-Georgescu
- „Povestea cu Divizion, craiul șerpilor” (poveste populară românească), repovestire de Ligia Bîrgu-Georgescu
- „Povestea cu Văr-Viteaz” (poveste populară românească), repovestire de Ligia Bîrgu-Georgescu
- „Povestea cu taurul Bornea” (poveste populară românească), repovestire de Ligia Bîrgu-Georgescu
- „Povestea cu măr moramăr și păsărica a ciută” (poveste populară românească), repovestire de Ligia Bîrgu-Georgescu
- „Povestea cu un pescar” (poveste populară românească), repovestire de Ligia Bîrgu-Georgescu
- „Povestea cu șoarecele și ghinda” (poveste populară românească), repovestire de Ligia Bîrgu-Georgescu
- „Povestea cu Munții Vineți” (poveste populară românească), repovestire de Ligia Bîrgu-Georgescu
- „Povestea cu băiatul de împărat și cei doisprezece zmei” (poveste populară românească), repovestire de Ligia Bîrgu-Georgescu
- „Povestea cu soldatul și amnarul fermecat” (poveste populară românească), repovestire de Ligia Bîrgu-Georgescu
- „Povestea cu Florea Florilor” (poveste populară românească), repovestire de Ligia Bîrgu-Georgescu
- „Povestea cu vulpea și stupul de miere” (poveste populară românească), repovestire de Ligia Bîrgu-Georgescu
- „Povestea cu ciobanul care știe limba animalelor” (poveste populară românească), repovestire de Ligia Bîrgu-Georgescu
- „Cele trei zâne” (poveste populară franceză), traducere de Gh. Calciu
- „Cele trei dorințe” (poveste populară franceză), traducere de Gh. Calciu
- „Cei doi cocoșați” (poveste populară franceză), traducere de Gh. Calciu
- „Papagalul palavragiu” (poveste populară franceză), traducere de Gh. Calciu
- „Tăietorul de lemne și comoara” (poveste populară franceză), traducere de Gh. Calciu
- „Țăranul cel șiret din Mussot” (poveste populară franceză), traducere de Gh. Calciu
- „Braconierul și mistrețul” (poveste populară franceză), traducere de Gh. Calciu
- „Povestea duhului Mirloret” (poveste populară franceză), traducere de Gh. Calciu
- „Biletul de o mie de franci” (poveste populară franceză), traducere de Gh. Calciu
- „Castelul din Fagne” (poveste populară franceză), traducere de Gh. Calciu
- „Mali și fiul el caută soarele” (poveste populară chineză), traducere de Li Iu-giu
- „Tabloul fermecat” (poveste populară chineză), traducere de Li Iu-giu
- „Bivolul isteț” (poveste populară chineză), traducere de Li Iu-giu
- „Aupan si San-Iu” (poveste populară chineză), traducere de Li Iu-giu
- „Trandafirul de aur” (poveste romanească de Ciovică Valeria)
- „Împăratul Spic de grâu” (poveste romanească de Ciovică Valeria)

## Povești nemuritoare, vol. 16
A apărut în 1973. Ediția a II-a 1980. Conține poveștile:
- „Omul de flori cu barbă de mătasă sau povestea lui Făt-Frumos” de N. Filimon
- „Zâna munților” de P. Ispirescu
- „Surioara curajoasă” (poveste populară italiană), repovestire de Adriana Lăzărescu
- „Vulpea și cei doi ursuleți” (poveste populară irlandeză), repovestire de Adriana Lăzărescu
- „Ciocănitoarea și vulpea” (poveste populară sârbă), repovestire de Adriana Lăzărescu
- „Ariciul și porumbeii” (poveste populară finlandeză), repovestire de Adriana Lăzărescu
- „Sticletele și broaștele țestoase” (poveste populară indiană), repovestire de Adriana Lăzărescu
- „Întrecerea între un crap și o vulpe” (poveste populară liberiană), repovestire de Adriana Lăzărescu
- „Boul, măgarul și cocoșul” (poveste populară maghiară), repovestire de Adriana Lăzărescu
- „O familie înțeleaptă” (poveste populară cehă), repovestire de Adriana Lăzărescu
- „Două daruri” (poveste populară bulgară), repovestire de Adriana Lăzărescu
- „Păstorul și hoțul” (poveste populară albaneză), repovestire de Adriana Lăzărescu
- „Prâslea și invidioșii” (poveste populară spaniolă), repovestire de Adriana Lăzărescu
- „Poznașul, peștișorul auriu și broasca țestoasă” (poveste populară greacă), repovestire de Adriana Lăzărescu
- „Orbul și șchiopul” (poveste populară germană), repovestire de Adriana Lăzărescu
- „Lupea și vulpea” (poveste populară franceză), repovestire de Adriana Lăzărescu
- „Cei doi măgăruși” (poveste populară polonă), repovestire de Adriana Lăzărescu
- „Cele două vulpi” (poveste populară sârbă), repovestire de Adriana Lăzărescu
- „Vulpea și corbul” (poveste populară scoțiană), repovestire de Adriana Lăzărescu
- „Supărarea maimuței” (poveste populară indiană), repovestire de Adriana Lăzărescu
- „Cocoșul, soarele și luna” (poveste populară greacă), repovestire de Adriana Lăzărescu
- „Ursul și țânțarul” (poveste populară siberiană), repovestire de Adriana Lăzărescu
- „Cocoșul și vulpea” (poveste populară slovacă), repovestire de Adriana Lăzărescu
- „Liliacul înfumurat” (poveste populară daneză), repovestire de Adriana Lăzărescu
- „Broasca și maimuța” (poveste populară filipineză), repovestire de Adriana Lăzărescu
- „Bufnița și corbul” (poveste populară bulgară), repovestire de Adriana Lăzărescu
- „Câinele credincios și lupul iscusit” (poveste populară ucraineană), repovestire de Adriana Lăzărescu

## Povești nemuritoare, vol. 17
A apărut în 1974. Ediția a II-a: 1979. Conține poveștile:
- „Iță-Perpiliță și frumoasa pământului” (motiv folcloric aromân) de Ion Ruse
- „Zâna zânelor” (motiv folcloric aromân)
- „Poveste cu un șarpe și un om sărac” (poveste populară meglenoromână), repovestită de Lia Dracopol-Fudulu
- „Balaurul cu șapte capete” (poveste populară meglenoromână), repovestită de Lia Dracopol-Fudulu
- „Fata cu nume de băiat” (poveste populară meglenoromână), repovestită de Lia Dracopol-Fudulu
- „Trei frați și un balaur” (poveste populară meglenoromână), repovestită de Lia Dracopol-Fudulu
- „Omul din iad” (poveste populară meglenoromână), repovestită de Lia Dracopol-Fudulu
- „Poveste cu o babă și scroafa ei” (poveste populară meglenoromână), repovestită de Lia Dracopol-Fudulu
- „Soarele, luna și cioara” (poveste populară bielorusă), traducere de Teodor Holban
- „Țăranul și țarul” (poveste populară rusă), traducere de Teodor Holban
- „Pe cine nu-l lași să moară nu te lasă să trăiești” (poveste populară greacă), repovestire de Adriana Lăzărescu
- „Prințul și-a ales mireasă” (poveste populară greacă), repovestire de Adriana Lăzărescu
- „Doi iezi cucuieți” (poveste populară sîrbă), repovestire de Adriana Lăzărescu
- „Pantera și maimuța” (poveste populară chineză), repovestire de Adriana Lăzărescu
- „Măgarul și cocoșul, câinele și pisica” (poveste populară rusă), repovestire de Adriana Lăzărescu
- „Mărul de aur” (poveste populară irlandeză), repovestire de Adriana Lăzărescu
- „Ghicitoarea neghicită” (poveste populară italiană), repovestire de Adriana Lăzărescu
- „Privighetoarea și păianjenul” (poveste populară bulgară), repovestire de Adriana Lăzărescu
- „Pe când ursul era vorbăreț” (poveste populară franceză), repovestire de Adriana Lăzărescu
- „Iepurele și broasca râioasă” (poveste populară spaniolă), repovestire de Adriana Lăzărescu
- „Nu-ți pierde cumpătul!” (poveste populară engleză), repovestire de Adriana Lăzărescu
- „Vântul, soarele și gerul” (poveste populară norvegiană), repovestire de Adriana Lăzărescu
- „Vulpea face o nouă farsă lupului” (poveste populară franceză), repovestire de Adriana Lăzărescu
- „De ce are hiena spinarea dungată” (poveste populară africană), repovestire de Adriana Lăzărescu
- „Darnicul și zgârcitul” (poveste populară persană), repovestire de Adriana Lăzărescu
- „Coronița de rouă” (poveste populară franceză), repovestire de Adriana Lăzărescu
- „Prieten devotat” (poveste populară polonă), repovestire de Adriana Lăzărescu
- „Cămila și furnica” (poveste populară arabă), repovestire de Adriana Lăzărescu
- „Corbul și vulpea” (poveste populară franceză), repovestire de Adriana Lăzărescu
- „Flautul de aur” (poveste populară italiană), repovestire de Adriana Lăzărescu
- „Privighetoarea a cântat cel mai frumos” (poveste populară bulgară), repovestire de Adriana Lăzărescu
- „Un fiu iubitor” (poveste populară albaneză), repovestire de Adriana Lăzărescu
- „Făt-Frumos și frumoasa Rosalinda” (poveste populară italiană), repovestire de Adriana Lăzărescu
- „După faptă și răsplată” (poveste populară croată), repovestire de Adriana Lăzărescu
- „Păstorița regină” (poveste populară italiană), repovestire de Adriana Lăzărescu
- „Poveste năstrușnică” (poveste populară norvegiană), repovestire de Adriana Lăzărescu
- „Pățaniile lui Ciuciumingu” (poveste populară italiană), repovestire de Adriana Lăzărescu
- „O viespe, un păianjen sau chiar un prostănac pot fi uneori de folos” (poveste populară birmaneză), repovestire de Adriana Lăzărescu
- „Porumbița sălbatică și isteață” (poveste populară franceză), repovestire de Adriana Lăzărescu
- „Veverița a vrut să-și facă o casă împreună cu maimuța” (poveste populară italiană), repovestire de Adriana Lăzărescu
- „Ioniță și Cocuța” (poveste populară germană), repovestire de Adriana Lăzărescu
- „Aventurile lui Cuculili” (poveste populară albaneză), repovestire de Adriana Lăzărescu
- „Ariberto cel curajos” (poveste populară engleză), repovestire de Adriana Lăzărescu
- „Coțofana și vulpea” (poveste populară celtică), repovestire de E. B. Marian
- „Cele trei hohote ale lui Leiproachan” (poveste populară celtică), repovestire de E. B. Marian
- „Omul care nu avea ce povesti” (poveste populară celtică), repovestire de E. B. Marian
- „Kadok și judecata firii” (poveste populară celtică), repovestire de E. B. Marian
- „Niu Wuo astupă spărtura din bolta cerului” (legendă din China antică), traducere de Ileana Hogea și Iv. Martinovici
- „Răzbunarea păsării colibri, Țin Wei” (legendă din China antică), traducere de Ileana Hogea și Iv. Martinovici
- „Fuga lui Kua Fu după soare” (legendă din China antică), traducere de Ileana Hogea și Iv. Martinovici
- „Povestea lui Șing Țian” (legendă din China antică), traducere de Ileana Hogea și Iv. Martinovici
- „Hau Ți” (legendă din China antică), traducere de Ileana Hogea și Iv. Martinovici
- „Da Iu stăvilește puhoaiele” (legendă din China antică), traducere de Ileana Hogea și Iv. Martinovici
- „Legenda lui Hou Iu” (legendă din China antică), traducere de Ileana Hogea și Iv. Martinovici
- „Lupta lui Galben Împărat cu tribul Ci Iou” (legendă din China antică), traducere de Ileana Hogea și Iv. Martinovici
- „Ochii cerului s-au deschis” (poveste populară chineză), repovestire de Li Iu-giu
- „Peioan Rohan Galben-Împărat” (legendă din China antică), traducere de Ileana Hogea și Iv. Martinovici

## Povești nemuritoare, vol. 18
A apărut în 1975. Conține poveștile:
Povești aromâne (repovestite de Iulia Murnu)
- „Țila”
- „Berbecul de aur”
- „Fiul săracului și fiul bogatului”
- „Curcubeta”
- „Mintea și Norocul”
- „Piatra fermecată”
- „Tana-Căpitana”

Povești bulgare (traducere din limba bulgară de Mihail Magiari)
- „Fuga animalelor”
- „Fructul cel mai valoros”
- „Nora răsfățată”
- „Anecdote”
- „Legende”

Povești din Cehoslovacia (repovestite de Rodica Pandele)
- „Moș Matei și Moș Gheorghe”
- „Fratele Degețel vorbește cu peștii”
- „Fratele Degețel și hoțul”
- „Regele Vânt și copiii împăratului”
- „Ianacek-Tontul”

Povești chineze (repovestire de Li Yu-giu)
- „Cel mai frumos bărbat”
- „Gluma proastă”
- „Prostul lacom”
- „Leac pentru nemurire”
- „Feciorul și fantoma”
- „Umbra fricosului”
- „Metamorfoza”
- „Prima impresie”
- „Banditul și Cotonogeală”
- „Trei-Tăișuri”
- „«Așa este»”
- „Spintecătorul de dragoni”
- „Maimuțele și castanele”
- „Între cincizeci și o sută de pași”
- „Șiretenia câinelui”
- „Mamă de vânzare”
- „Pasărea-Fenix”
- „Voinicul și tigrii”
- „Scoica și barza”
- „Un tratament eficace”
- „În orchestra imperială”
- „Fetele lui moș Huan”
- „Un ajutor dat la timp”

Poveste chineză (traducere din limba chineză de Eufrosina Dorobanțu)
- „Nurorile din oglinzi”

Povești japoneze (repovestire de Sanda Mendel și George Nicolescu)
- „Prințesa lunii”
- „Lupta dintre maimuță și rac”
- „Iasun-Boshi”

Povești javaneze (repovestite de Niculina Scorțaru)
- „Vulpea cea cu cioc”
- „Femeia cea isteață”
- „Cihung Vanara”
- „Prințesa și maimuțoiul”
- „Copilul nerecunoscător”
- „Povestea cu cei trei hoți”
- „Hoțul la mine!”
- „Întoalce-te, hoțule!”
- „O femeie, trei tâlhari și un hoț”
- „Țapul fermecat”
- „Crocodilul alb”

Poveste persană (repovestită de Crina Decuseară)
- „O sută de dinari”

Povești persane (repovestite de Viorel Bageacu)
- „Corbul cel îndărătnic”
- „Povestea fetei de croitor și a feciorului de împărat”
- „Vulpea și cocoșul”

Povești poloneze (repovestite de Ianina Radu)
- „Floarea de ferigă”
- „Povestea inului”

Poveste uzbecă (repovestită de Viorica Dinescu)
- „Dacă-ți trimit o gâscă, o jumulești?”

Povești turcești (repovestite de Viorica Dinescu)
- „Frumosul pescar”
- „Crăticioara”

Povești vietnameze (repovestite de Rodica Simionică)
- „Viteazul Tehk-Seng”
- „Pepenaș”

## Povești nemuritoare, vol. 19
A apărut în 1976. Conține poveștile:

## Povești nemuritoare, vol. 20
A apărut în 1977 . Conține poveștile:

## Povești nemuritoare, vol. 21
A apărut în 1978

## Povești nemuritoare, vol. 22
A apărut în 1980

## Povești nemuritoare, vol. 23
A apărut în 1981

## Povești nemuritoare, vol. 24
A apărut în 1982

## Povești nemuritoare, vol. 25
A apărut în 1983. Conține poveștile:
Povești și basme populare românești
- „Balaurul cu 12 capete”
- „Român-Verde”
- „Feciorul de împărat în căutarea norocului”
- „Gherghinel cel sărac ajunge împărat”
- „Pasărea măiastră, răpită de zmeul zmeilor”

Basme aromâne, repovestite de Kira Iorgoveanu
- „Împăratul și Zâna zânelor”
- „Păstorul Mina și Mușata Lumii”

Povești chineze, repovestite de Iulia Murnu
- „Iubitorul florilor”
- „Un om nelecuit”
- „Înțeleptul din O Me San”

Povești populare armenești, repovestite de Dirayr Mardichian și Mihai Rădulescu
- „Cei trei frați”
- „Moartea micului Kikos”
- „Să te-ntinzi cât ți-e plapuma”
- „Țesătorul cel înțelept”
- „Călătorii”
- „Mincinosul”
- „Vulpea, Lupul, Ursul și Pasărea-de-Smarald”
- „Vaca roșie”
- „Șchiopul, spânul și chiorul”
- „Tălmăcirea visurilor”

Povești populare japoneze, repovestite de George Sînpetrean
- „Lăstarul de salcie”
- „Imprudența”
- „Stăpâna cea lacomă”
- „Țăranul cel cumsecade”
- „Un nume lung”
- „Predicatorul și sluga”
- „Uraganul și butoaiele”
- „Mincinosul”
- „Dragonul albastru și dragonul galben”

Poveștile până aici apar și în reeditarea din 2015 de la editura Vox 2000. Următoarele sunt în volumul de la Editura Ion Creangă, din 1983
Folclor din Balcani - Povestiri din limba turcă
- „Or fi având oare dreptate să spună că-s prost?!”
- „Din acest copil nu va ieși nimic bun”
- „... Să nu-ți vină nimic în minte?!”
- „Iată când și-a găsit să moară”
- „Mi-era milă de bietul măgar...”
- „Fiecare are dreptul să-și aleagă singur mâncarea”
- „Era oare Nastratin un prostănac?”
- „Pedeapsă binemeritată...”
- „Unde nu-i cap, vai de picioare...”
- „Nu găsești nici nordul în întuneric!”
- „Mare noroc cu orăcăitul broaștelor...”
- „Când ai o imaginație bogată”
- „Mănâncă cu gândul!...”
- „Dacă omul ar avea un pic de minte...”
- „Doamne, bine că am salvat luna...”
- „Of, animalele astea nu-nțeleg nimic”
- „La Akșehir, o palmă costă doar un scud”
- „La Konya, somnul aleargă pe străzi”
- „Mai poți să-l crezi prost!?”
- „Prea multă credință poate fi dăunătoare”
- „La o predică”
- „Decât murdar de noroi, mai bine lipsă”
- „Unde e logica?”
- „Uneori pierzi, alteori câștigi”
- „Socoteala exactă”
- „După muncă și răsplată”

Povești africane repovestite de Crina Bocșan Decusară
- „Pasărea Fady”
- „Pietrele prețioase”
- „Un prieten adevărat”
- „Găinușa sălbatică și broasca țestoasă”
- „Vulpea și hiena”
- „Câinele și găina”
- „Hiena și luna”
- „Fiica Soarelui și a Lunii”
- „Pescarul cel isteț”
- „Iepurele și luna”
- „Elefantul Alb”

## Povești nemuritoare, vol. 26
A apărut în 1984.

## Povești nemuritoare, vol. 27
A apărut în 1986.

## Povești nemuritoare, vol. 28
A apărut în 1988.

## Povești nemuritoare, vol. 29
A apărut în 1990

## Povești nemuritoare, vol. 30
A apărut în 1990.
După 1990 editura Ion Creangă reia colectia, dar volumele deși încep numerotarea de la 1 au conținut schimbat față de ediția anterioară.

### Povești nemuritoare nr. 11
Apărut în 1995, coperta Crina Ionescu.

### Povești nemuritoare nr.59
Apărut în 2001, coperta Carmen Stănescu

## Copertă
Ilustrația copertei a fost realizată de:
- Crina Ionescu vol. 1-29
- Adrian Ionescu vol. 30
- vol 30 ed II, vol 31, 35,36, 41, 59, 60 ed I au fost realizate de Carmen Stănescu Kutzelnig.[25]

## Legături externe
- Seria Povești nemuritoare la goodreads.com